# 伊斯法罕佐布阿汉足球俱乐部
伊斯法罕佐布阿漢足球俱樂部（波斯語：باشگاه فوتبال ذوب آهن），是伊朗伊斯法罕市的一个足球俱乐部。“佐布阿汉”原意为“钢铁公司”，因为该俱乐部赞助商为伊斯法罕钢铁公司。

## 俱乐部荣誉

### 国内
- 伊朗职业足球联赛
  - 亚军：3次（2004-2005年, 2008–2009年, 2009-2010年）
- 哈兹菲杯:
  - 冠军：2次（2002-2003年, 2008–2009年）
  - 亚军：1次（2000-2001年）

### 国际
- 亚足联冠军联赛
  - 亚军：1次（2010年）